# Lachnodius lectularius
Lachnodius lectularius är en insektsart som beskrevs av William Miles Maskell 1896. Lachnodius lectularius ingår i släktet Lachnodius och familjen filtsköldlöss. Inga underarter finns listade i Catalogue of Life.